# Carl Christoph von Lengefeld
Carl Christoph von Lengefeld (* 15. Mai 1715 in Rudolstadt; † 3. Oktober 1775 ebenda) war deutscher Forstmeister, Pionier der Forstwissenschaft, Vater der Schriftstellerin Karoline von Wolzogen und von Charlotte von Schiller sowie (posthum) Schwiegervater Friedrich Schillers. Er ist der Schöpfer des Begriffs „Forstwissenschaften“ (1745).

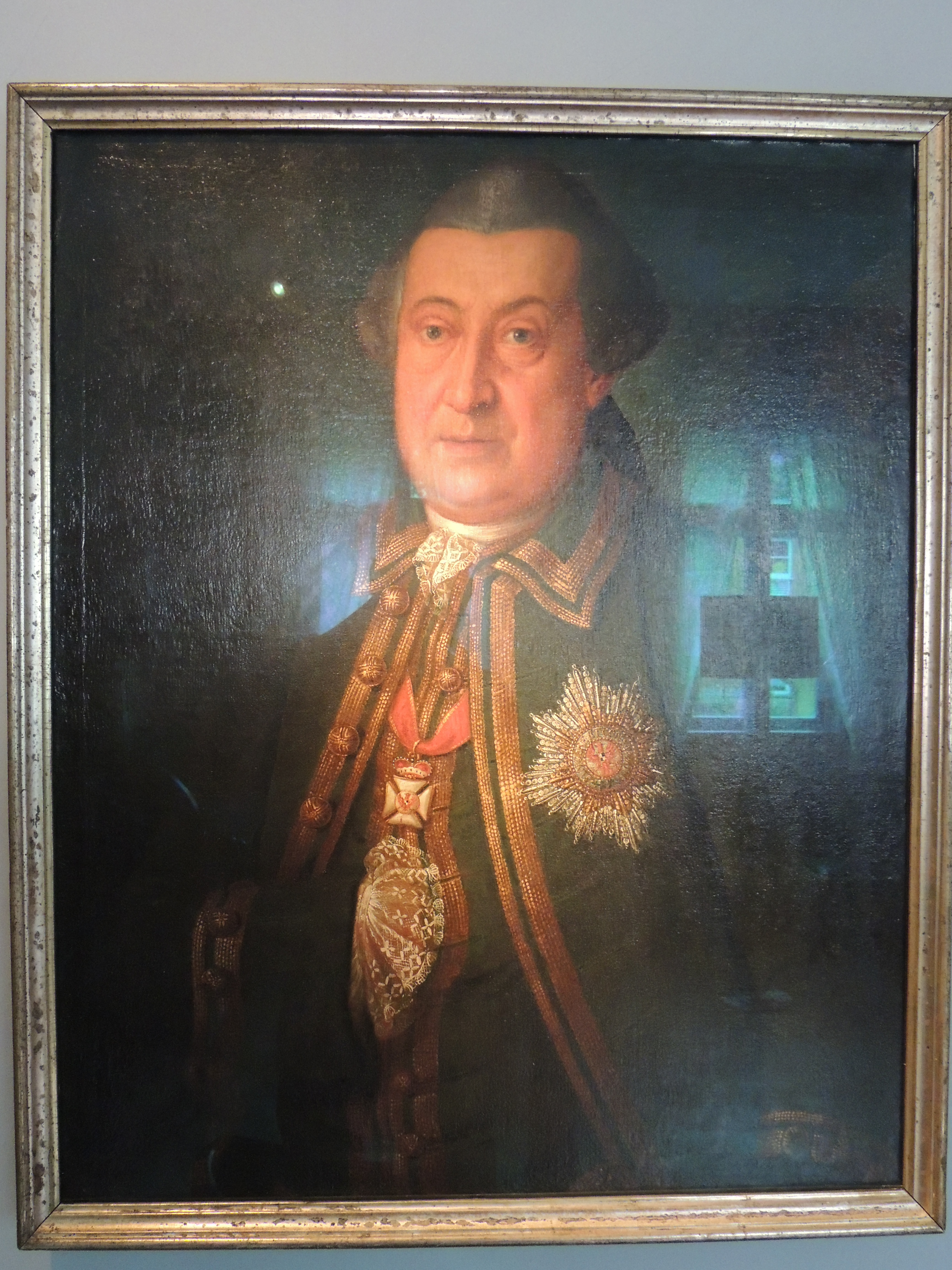
Friedrich Wilhelm Christoph Morgenstern: Porträt Carl Christoph von Lengefelds, 1773, mit dem brandenburg-ansbachischen „Ordre de la sincérite“ („Orden der Aufrichtigkeit“, dem Vorläufer des preußischen „Roter Adlerordens“) im Schillerhaus (Rudolstadt), einziges bekanntes Porträt Lengefelds.

## Leben

### Herkunft und Erziehung
Carl Christoph von Lengefeld kam aus einer alten thüringischen Adelsfamilie, von denen einige Mitglieder in fürstlichen Jagd- und Forstdiensten standen. Darauf weist bereits das Wappen derer von Lengefeld, das ein Jagdhorn zeigt. Sein Vater war der Landeshauptmann und Oberforstmeister Berndin Alexander von Lengefeld (1651–1726) im Fürstentum Schwarzburg-Rudolstadt, einem Gebiet, das im 18. Jahrhundert zu mehr als zur Hälfte von Wald bestanden war. Seine Mutter Maria Dorothea von Schauroth (1693–1750) starb 1717, als Carl Christoph noch nicht zwei Jahre alt war, mit 11 verlor er auch seinen Vater. Nun ein Einzelkind wuchs er auf dem elterlichen Gut Reschwitz (heute zu Saalfeld/Saale) auf. 1728–1733 war er Weisung von Fürst Friedrich Anton Page am Rudolstädter Hof, hier beschäftigte er sich mit Naturwissenschaften und Geometrie und durfte auch die Hofbibliothek benutzen. Seine forstliche Lehrzeit, die Jägerlehre, begann er 1733 im Alter von 18 Jahren in Paulinzella beim Oberjägermeister Johann Georg von Feilitzsch. 1737 wurde er Hof- und Jagdjunker, woraufhin er eine eineinhalbjährige Bildungsreise durch Mitteleuropa unternahm, die im August 1738 mit der Rückkehr nach Rudolstadt endete. Durch ein persönlichen Empfehlungsschreiben seines Landesherrn fand er dabei kurzfristige Aufnahme in den Jägerdienst verschiedener Jägerhöfe oder freier Städte.

### Berufliche Leistungen
1740 wurde Lengefeld Oberforstmeister über die als Oberherrschaft bezeichneten Gebiete des Fürstentums Schwarzburg-Rudolstadt. In den ihm nun unterstehenden acht schwarzburgischen Forsten führte er eine genaue Forstvermessung und Kartierung durch (Karten dieser Forstgebiete hatten zuvor nicht existiert). Dafür erfand er eigens ein Messrad. 1742 begleitete er Erbprinz Johann Friedrich als Adjutant zur Krönung Kaisers Karl VII. nach Frankfurt.
Am 17. Juli 1744 erlitt Lengefeld während der Holzabpostung im Quittelsdorfer Forst bei Paulinzella eine „plötzliche überfallene Krankheit“, wahrscheinlich einen Schlaganfall, in dessen Folge der rechte Arm und das linke Bein zeitlebens gelähmt blieben. Der Zustand blieb die Sommermonate über lebensbedrohend, Lengefeld machte am 19. August 1744 sein Testament, erholte sich aber langsam wieder. Ein Arbeiten im Wald war nun nur noch am Stock, in der Sänfte oder im Wagen möglich. In der Genesungszeit schrieb er 1745 eine Abhandlung Über den verlorenen Werth der Jagd- und Forstwissenschaften (ungedruckt), in der zum ersten Mal der Terminus „Forstwissenschaften“ auftaucht. Kuraufenthalte in Karlsbad und Teplitz 1746 und 1748 sowie eine Behandlung in Jena 1749 konnten ihn nicht heilen. Ab nun schrieb er Aufsätze und Anordnungen mit der linken Hand.
Lengefeld wurde der Reformator des Schwarzburg-Rudolstädter Forstwesens. Sein Ansehen war so gewachsen, dass er um Gutachten auch für außerhalb gebeten wurde, so 1749 vom Markgrafen von Brandenburg-Schwedt über die Wälder von Schwedt, über die Raupenplage von Mainz und die Wälder von Zeitz, 1752 nach einer Harzreise über die Wälder von Niedersachsen. Bereits 1749 wurde er in die „Teutsche Gesellschaft zu Jena“, eine 1728 von Johann Albert Fabricius gegründete Gelehrtengesellschaft, aufgenommen, einige Jahre später in die 1754 gegründete „Churfürstlich Mayntzische Akademie der nützlichen Künste zu Erfurt“.
Mit Erlaubnis seines Landesherrn war Lengefeld auch außerhalb des Schwarzburg-Rudolstädter Herrschaftsgebietes tätig. 1759 wurde ihm zusätzlich die Aufsicht über die zwölf unterherrschaftlichen Kammerforste  in Frankenhausen am Kyffhäuser übertragen. Er schloss die Bearbeitung 1762 mit einem Gutachten ab. In diesem taucht erstmals der Begriff Forsteinrichtung auf. Die Forsteinrichtung war nicht nur eine Kalkulation und Regulierung des Holzeinschlages, sondern setzte auch auf nachhaltige Wiederaufforstung bzw. Regeneration.
1761 heiratete der 46-jährige Jägermeister das 18-jährige Gnädige Fräulein Luise Juliane Eleonore Frederike von Wurmb aus Wolkramshausen, die er kennen gelernt hatte, als er ab 1759 die Waldungen um Frankenhausen und den Kyffhäuser reorganisierte. Das Ehepaar ließ sich im Heisenhof in Rudolstadt nieder, der Gottlob Ernst Josias Friedrich von Stein und seiner Frau Charlotte von Stein gehörte.
Seine im Forstdienst gewonnenen Erkenntnisse legte er in seinen theoretischen Schriften über die Forstwissenschaft nieder, wovon aber nur eine im Druck erschien. Auf Lengefelds erfolgreiche Arbeit war man auch im benachbarten Herzogtum Sachsen-Weimar-Eisenach unter Herzogin Anna Amalia aufmerksam geworden, die ebenfalls versuchte, mit Hilfe der Forste ihren Staatshaushalt in Ordnung zu bringen.  Sein Bekanntheitsgrad wurde  so groß, dass Friedrich II. (Preußen) ihn 1763 nach Berlin berufen wollte. Doch dazu kam es  aus gesundheitlichen und familiären Gründen nicht: während der Berufsverhandlungen in Leipzig, die in einer persönlichen Audienz bei Friedrich II. gipfelten, wurde in Rudolstadt Lengefelds erste Tochter Caroline geboren. Zwei Jahre, 1766, später kam Charlotte zur Welt, Patentante wurde Charlotte von Stein. Die beiden Töchter wurden fortschrittlich erzogen, literarische und musische Bildung, aber auch naturgeschichtliche Kenntnisse standen im Vordergrund.
1764 verlieh Markgraf Carl Alexander von Brandenburg-Ansbach Lengefeld den "Ordre de la sincérité ("Orden der Aufrichtigkeit") am Band für seine Verdienste um das Forstwesen in Brandenburg-Ansbach, mit dem Lengefeld auch auf dem einzigen von ihm erhaltenen Porträt dargestellt ist.
Nach Lengefelds Tod am 3. Oktober 1775 nachts an „Stickfluss“ bemühten sich die Erben um die Drucklegung seiner hinterlassenen Manuskripte, auch mit der Unterstützung Friedrich Schillers, was aber letztendlich nicht gelang. Schiller hatte Lengefeld persönlich nie kennengelernt, der Vater der Braut war 15 Jahre vor der Hochzeit seiner Tochter im Jahre 1790 verstorben. Auch Lengefelds Enkel Karl von Schiller diente als königlich-württembergischer Oberförster im Forstdienst.

## Einordnung
Lengefeld steht an der Schwelle des Übergangs von extensiver zu intensiver Waldwirtschaft im 18. Jahrhundert, verursacht durch den Aufschwung der Gewerbe (Hammerwerke, Glashütten, Köhlereien usw.), des holzverarbeitenden Handwerks und der merkantilistischen Ausfuhrpolitik (Holzverkäufe) bei zugleich zunehmender Holzknappheit, Bevölkerungszunahme - Holz war wichtigste Energiequelle - und ökologischer Waldkrisen. Er war einer der bedeutenden Forstpraktiker und Autoren forstwissenschaftlicher Arbeiten nicht nur im Thüringen der Aufklärung: in diese Reihe gehören neben anderen auch der Oberlandjägermeister Hermann Friedrich von Göchhausen in Weimar (der Großvater der Hofdame Luise von Göchhausen), der Braunschweiger Johann Georg von Langen, der Schöpfer einer „nachhaltigen Forsthaushaltung“ in Weimar Johann Georg Christian Sckell, der Ilmenauer Carl Christoph Oettelt (forstwissenschaftlicher Autor, Oberförster und Wildmeister in Heyda) sowie der Gründer der Forstakademie Dreißigacker Johann Matthäus Bechstein. Lengefeld dauerhafte Wirksamkeit wurde durch den Umstand, dass seine Manuskripte weitgehend ungedruckt blieben, stark geschmälert.

## Ehrungen
Zum 300. Geburtstag Lengefelds fanden in Rudolstadt Gedenkveranstaltungen statt, dabei wurde auf der dem Schillerhaus in Rudolstadt gegenüberliegenden Seite auch eine Stele mit seinem Porträt aufgestellt.

## Urteile
Unter den Forstleuten, welche im vorigen Jahrhunderte anfingen, das Forstwesen umzugestalten, das Chaos verjährter Vorurteile zu beseitigen und verworrene Ideen zu klären, ragt als einer der vorzüglichsten der Schwarzburg-Rudolstädtische Jägermeister und Kammerrath C.C. von Lengefeld hervor. Anonyme Würdigung Lengefelds 1885.
Mein Vater, einer der interessantesten Menschen seiner Zeit, war heiter, gesprächig, hatte viel Witz, Lebhaftigkeit des Geistes und etwas Genialisches in seinem ganzen Wesen und Treiben. Charlotte von Schiller.

## Werke
Nur eine Schrift Lengefelds wurde zu seinen Lebzeiten gedruckt, eine zweite nach seinem Tod in einer Zeitschrift veröffentlicht, die anderen liegen in thüringischen Archiven wie dem Goethe- und Schiller-Archiv Weimar und dem Thüringischen Staatsarchiv Rudolstadt:
- Nötigste Wissenschaft eines Jägers. (1739)
- Information über Flöße aus den unteren (Wald-)Forsten Dittersdorf, Sitzendorf und Quelitz. (1741)
- Über den verlohrnen Werth der Jagd- und Forstwissenschaften. (1745)
- Anmerkungen von denen auf dem Thüringer Walde bekanntesten drey Arten Nadelhölzern; als der Tanne, Fichte und des Kienbaums, welche zur Vermehrung der Waldungen vieles beytragen mögten. (1748, gedruckt Nürnberg 1762 bei Nicolaus Friedrich Eisenberger; Nachdruck 2014, 68 S., herausgegeben und mit einer Einführung von Bernd Bendix.)
- Nöthigste Unterrichte von der Land Wirtschaft. (1748)
- Forstanmerkungen zum Gebrauch in Niedersachsen. (1752)
- Von der Eiche und Buche. (1755)
- Zufällige Gedanken vom Ober- und Unterstamm oder Buschholz, wie solche anzubauen, einzuteilen, abzutreiben und zu nutzen, in sechs kurzen Abhandlungen. (1755)
- Erste Grundlinien der Forstwirthschaft (1784)